# Planulozoa
Planulozoa je velká skupina živočichů. Zahrnuje všechny mnohobuněčné živočichy kromě žebernatek (Ctenophora), houbovců (Porifera) a vločkovců (Placozoa).

## Systematika
Skupina zahrnuje žahavce (Cnidaria) a dvoustranně souměrné (Bilateria). Sesterskou skupinou planulozoí jsou pravděpodobně vločkovci (Placozoa) s nimiž tvoří taxon Parahoxozoa.